# Caucasia
Caucasia est une ville colombienne qui se situe dans le département d'Antioquia.